# Par (tytuł brytyjski)
Par (od łac. par, „równy”; ang. peer) – zwrot określający utytułowaną arystokrację Wielkiej Brytanii. Wybrani parowie zasiadają w Izbie Lordów.
Od XIV w. termin „par królestwa” odnosił się do głównych wasali króla, którzy weszli też do Izby Lordów. Parowie byli sądzeni przez sąd osób równych sobie (przez Izbę Lordów).
Pierwotnie był odpowiednikiem tytułu lorda. Parowie królestwa dzielili się na:
- parów świeckich – początkowo jedynie szlachta powyżej baronetów (a więc baronowie, wicehrabiowie, earlowie i diukowie). Po udostępnieniu tytułów urzędniczych nieszlachcicom, rozszerzono określenie parów świeckich na lordów mayorów (burmistrzów) największych miast oraz wyższych urzędników, takich jak np. Lord Kanclerz. W Szkocji ze względu na funkcjonowanie tytułu barona, jako właściciela feudalnej baronii niebędącej parostwem, tytuł para będący odpowiednikiem angielskiego barona określa się jako Lorda Parlamentu (Lord of Parliament) (koresponduje to z polskim podziałem na panów ziemskich będących dziedziczną szlachtą i panów ziemskich niebędących szlachtą, w okresach kiedy było to prawnie możliwe).
- parów duchownych – należą do nich dwaj arcybiskupi i 24 biskupów kościoła anglikańskiego. Historycznie (do czasu zniesienia zakonów przez Henryka VIII) do tej grupy należeli opaci największych klasztorów.

Parowie podzieleni są na poszczególne części królestwa, zgodnie z feudalną tradycją terytorialnej przynależności ich parostwa. Poszczególne parostwa różnią się rangą, według kolejności:
- Parostwo Anglii (the Peerage of England) — tytuły utworzone w Anglii przed 1707;
- Parostwo Szkocji (the Peerage of Scotland) — tytuły szkockie sprzed 1707;
- Parostwo Wielkiej Brytanii (the Peerage of Great Britain) — tytuły królestwa Wielkiej Brytanii  utworzone między 1707 i 1801;
- Parostwo Irlandii (the Peerage of Ireland) — tytuły utworzone dla królestwa Irlandii przed 1801;
- Parostwo Zjednoczonego Królestwa (the Peerage of the United Kingdom) — tytuły utworzone w Zjednoczonym Królestwie.

Liczba parów wahała się pomiędzy 700–2000 osób. Liczba lordów zmniejszyła się najpierw w 1963 roku o lordów szkockich, którzy weszli do parlamentu Szkocji w 1997 roku oraz w 1999 roku o 92 lordów dziedzicznych niższych rangą, którzy zostali pozbawieni możliwości udziału w pracach parlamentu.
W 1958 roku po raz pierwszy w historii w Izbie Lordów zasiadły kobiety. Z kolei w 1968 roku ustawa White Paper umożliwiła wejście do Izby Lordów 230 osobom niebędącym arystokratami, ani urzędnikami królestwa. Należą do nich między innymi zasłużeni politycy, którzy osiągnęli wiek „emerytalny” i nie mogą już zasiadać w Izbie Gmin.